# Zădăreni (gmina)
Zădăreni – gmina w Rumunii, w okręgu Arad. Obejmuje miejscowości Bodrogu Nou i Zădăreni. W 2011 roku liczyła 2495 mieszkańców.